# Ehrharta distichophylla
Ehrharta distichophylla är en gräsart som beskrevs av Jacques-Julien Houtou de La Billardière. Ehrharta distichophylla ingår i släktet Ehrharta och familjen gräs. Inga underarter finns listade i Catalogue of Life.